# 3-Varna (circonscription électorale)
Pour les articles homonymes, voir Varna.
La circonscription électorale 3-Varna correspond à l'oblast du même nom et envoie 16 députés à l'Assemblée nationale de Bulgarie (15 entre 2013 et 2023).

## Résultats électoraux

### Élections législatives de 2022
| Partis                 | Partis                                             | Voix    | %     | Sièges | +/-           | Élus (% valide au vote préférentiel)                                                                |
| ---------------------- | -------------------------------------------------- | ------- | ----- | ------ | ------------- | --------------------------------------------------------------------------------------------------- |
|                        | Coalition GERB-SDS                                 | 48 378  | 29,65 | 5      | 1             | Daniel Mitov (56,90%), Slavena Tocheva (15,10%), Krassen Kralev, Pavel Hristov et Branimir Balachev |
|                        | Nous continuons le changement                      | 33 814  | 20,72 | 4      | 1             | Daniel Lorer (81,84%), Kaloyan Ikonomov, Anton Tonev et Snezhana Apostolova                         |
|                        | Renaissance                                        | 20 851  | 12,78 | 2      | 1             | Nikolay Kostadinov et Kosta Stoyanov                                                                |
|                        | BSP pour la Bulgarie                               | 11 794  | 7,23  | 1      | en stagnation | Borislav Gutsanov (70,86%)                                                                          |
|                        | Bulgarie démocratique                              | 11 062  | 6,78  | 1      | en stagnation | Atanas Atanassov (55,29%)                                                                           |
|                        | Mouvement des droits et des libertés               | 8 621   | 5,28  | 1      | en stagnation | Erdzhan Ebatin (72,13%)                                                                             |
|                        | Réveil bulgare                                     | 7 620   | 4,67  | 1      | Nv.           | Aleksandar Nikolov (78,67%)                                                                         |
|                        | Il y a un tel peuple                               | 6 657   | 4,08  | 0      | 2             | |
|                        | Debout.BG ! Nous arrivons !                        | 2 032   | 1,25  | 0      | en stagnation | |
|                        | VMRO - Mouvement national bulgare                  | 1 009   | 0,62  | 0      | en stagnation | |
|                        | Mouvement des candidats indépendants               | 793     | 0,49  | 0      | en stagnation | |
|                        | Bulgarie juste                                     | 506     | 0,31  | 0      | en stagnation | |
|                        | Voix du peuple                                     | 423     | 0,26  | 0      | en stagnation | |
|                        | Union nationale Attaque                            | 420     | 0,26  | 0      | en stagnation | |
|                        | Union conservatrice de la droite                   | 333     | 0,20  | 0      | en stagnation | |
|                        | Russophiles pour le renouveau de la patrie         | 309     | 0,19  | 0      | en stagnation | |
|                        | Coalition pour toi Bulgarie                        | 299     | 0,18  | 0      | en stagnation | |
|                        | Morale, Initiative et Patriotisme                  | 291     | 0,18  | 0      | en stagnation | |
|                        | Union bulgare pour la démocratie directe           | 277     | 0,17  | 0      | en stagnation | |
|                        | Démocratie directe                                 | 263     | 0,16  | 0      | en stagnation | |
|                        | Mouvement national - Unité                         | 244     | 0,15  | 0      | Nv.           | |
|                        | Front national pour le salut de la Bulgarie        | 240     | 0,15  | 0      | en stagnation | |
|                        | Social-démocratie bulgare - EuroGauche             | 229     | 0,14  | 0      | en stagnation | |
|                        | Parti populaire - La Vérité et seulement la vérité | 219     | 0,13  | 0      | Nv.           | |
|                        | La Bulgarie du travail et de l'intelligence        | 153     | 0,09  | 0      | en stagnation | |
|                        | Unification nationale bulgare                      | 133     | 0,08  | 0      | en stagnation | |
|                        | Union nationale bulgare - Nouvelle démocratie      | 92      | 0,06  | 0      | en stagnation | |
|                        | Pravoto                                            | 81      | 0,05  | 0      | en stagnation | |
|                        | Indépendant                                        | 312     | 0,19  | 0      | en stagnation | |
|                        | « Aucun de ces choix »                             | 5 717   | 3,50  | –      | –             | –                                                                                                   |
|                        |                                                    |         |       |        |               | |
| Suffrages exprimés     | Suffrages exprimés                                 | 163 172 | 99,82 |        |               | |
| Votes nuls             | Votes nuls                                         | 302     | 0,18  |        |               | |
| Total                  | Total                                              | 163 474 | 100   | 15     | en stagnation | –                                                                                                   |
| Abstentions            | Abstentions                                        | 238 687 | 59,35 |        |               | |
| Inscrits/Participation | Inscrits/Participation                             | 402 161 | 40,65 |        |               | |

### Élections législatives de 2023
| Partis                 | Partis                                                | Voix    | %     | Sièges | +/-           | Élus                                                                                                   |
| ---------------------- | ----------------------------------------------------- | ------- | ----- | ------ | ------------- | --- |
|                        | Coalition GERB-SDS                                    | 52 096  | 31,12 | 6      | 1             | Branimir Balachev, Pavel Hristov, Krassen Kralev, Mediha Mehmed-Hamza, Daniel Mitov et Slavena Tocheva |
|                        | Nous continuons le changement - Bulgarie démocratique | 39 221  | 23,43 | 4      | 1             | Kaloyan Ikonomov, Daniel Lorer, Ivaylo Mitkovski et Stela Nikolova                                     |
|                        | Renaissance                                           | 27 872  | 16,65 | 3      | 1             | Kostadin Kostadinov, Kosta Stoyanov et Svetoslav Todorov                                               |
|                        | BSP pour la Bulgarie                                  | 11 577  | 6,92  | 1      | en stagnation | Borislav Gutsanov                                                                                      |
|                        | Mouvement des droits et des libertés                  | 9 594   | 5,73  | 1      | en stagnation | Filiz Hyusmenova                                                                                       |
|                        | Il y a un tel peuple                                  | 7 729   | 4,62  | 1      | 1             | Dragomir Petrov                                                                                        |
|                        | Réveil bulgare                                        | 3 859   | 2,31  | 0      | 1             | |
|                        | La Gauche !                                           | 3 648   | 2,18  | 0      | en stagnation | |
|                        | Ensemble                                              | 684     | 0,41  | 0      | en stagnation | |
|                        | Bulgarie neutre                                       | 587     | 0,35  | 0      | en stagnation | |
|                        | Mouvement national pour la stabilité et le progrès    | 488     | 0,29  | 0      | en stagnation | |
|                        | Parti populaire - La Vérité et seulement la vérité    | 466     | 0,28  | 0      | en stagnation | |
|                        | Union conservatrice de la droite                      | 454     | 0,27  | 0      | en stagnation | |
|                        | Hors de l'UE et de l'OTAN                             | 394     | 0,24  | 0      | en stagnation | |
|                        | Union bulgare pour la démocratie directe              | 311     | 0,19  | 0      | en stagnation | |
|                        | Morale, Initiative et Patriotisme                     | 244     | 0,15  | 0      | en stagnation | |
|                        | Voix du peuple                                        | 215     | 0,13  | 0      | en stagnation | |
|                        | Unification nationale bulgare                         | 142     | 0,08  | 0      | en stagnation | |
|                        | Social-démocratie bulgare - EuroGauche                | 114     | 0,07  | 0      | en stagnation | |
|                        | Union nationale bulgare - Nouvelle démocratie         | 89      | 0,05  | 0      | en stagnation | |
|                        | Parti socialiste - Voie bulgare                       | 37      | 0,02  | 0      | en stagnation | |
|                        | Indépendant                                           | 638     | 0,38  | 0      | en stagnation | |
|                        | « Aucun de ces choix »                                | 6 947   | 4,15  | –      | –             | – |
|                        |                                                       |         |       |        |               | |
| Suffrages exprimés     | Suffrages exprimés                                    | 167 406 | 98,35 |        |               | |
| Votes nuls             | Votes nuls                                            | 2 809   | 1,65  |        |               | |
| Total                  | Total                                                 | 170 215 | 100   | 16     | 1             | – |
| Abstentions            | Abstentions                                           | 232 680 | 57,75 |        |               | |
| Inscrits/Participation | Inscrits/Participation                                | 402 895 | 42,25 |        |               | |